# 青生えれな
青生 えれな（あおき えれな、9月24日 - ）は、日本の女性声優。東京都出身。アセンブルハート所属。

## 略歴
2023年9月にリトルボイスへ所属。
2023年9月28日に声優アイドル総合プロジェクト「ツボミシンフォニー」のユニット「freak and C」のメンバーとして活動を開始。
2024年8月31日をもって、契約満了のためリトルボイスを退所したことを自身のSNSにて報告。
2024年10月1日よりアセンブルハートへの移籍を自身のSNSで発表した。

## 人物
趣味は化粧品収集、リズムゲーム。特技として変体仮名が読めることを挙げている。

## 出演

### テレビアニメ
- 全修。（2025年、女子A、子供たち）